# Biserica Sfânta Treime din Cugir

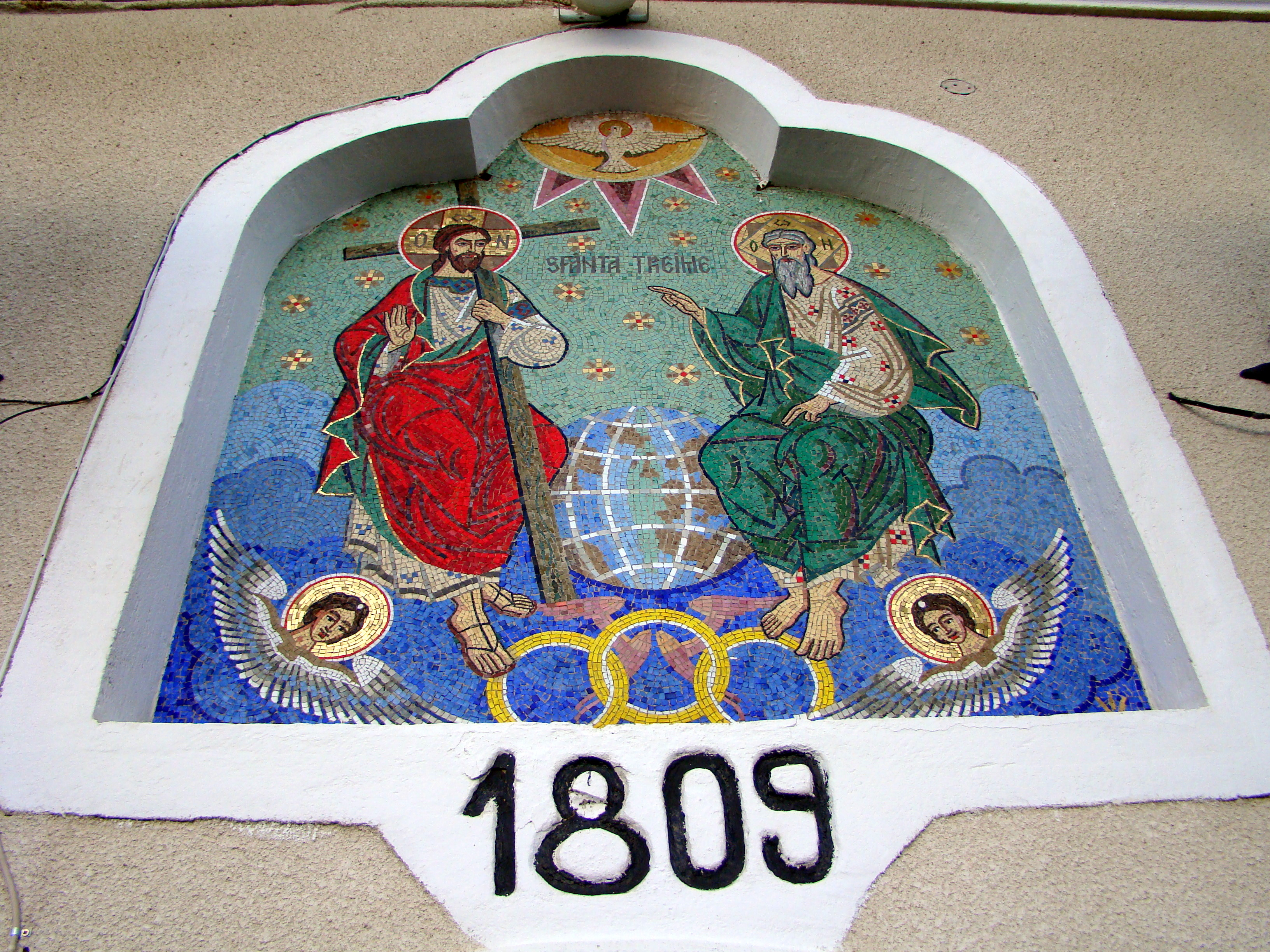
Icoana de hram

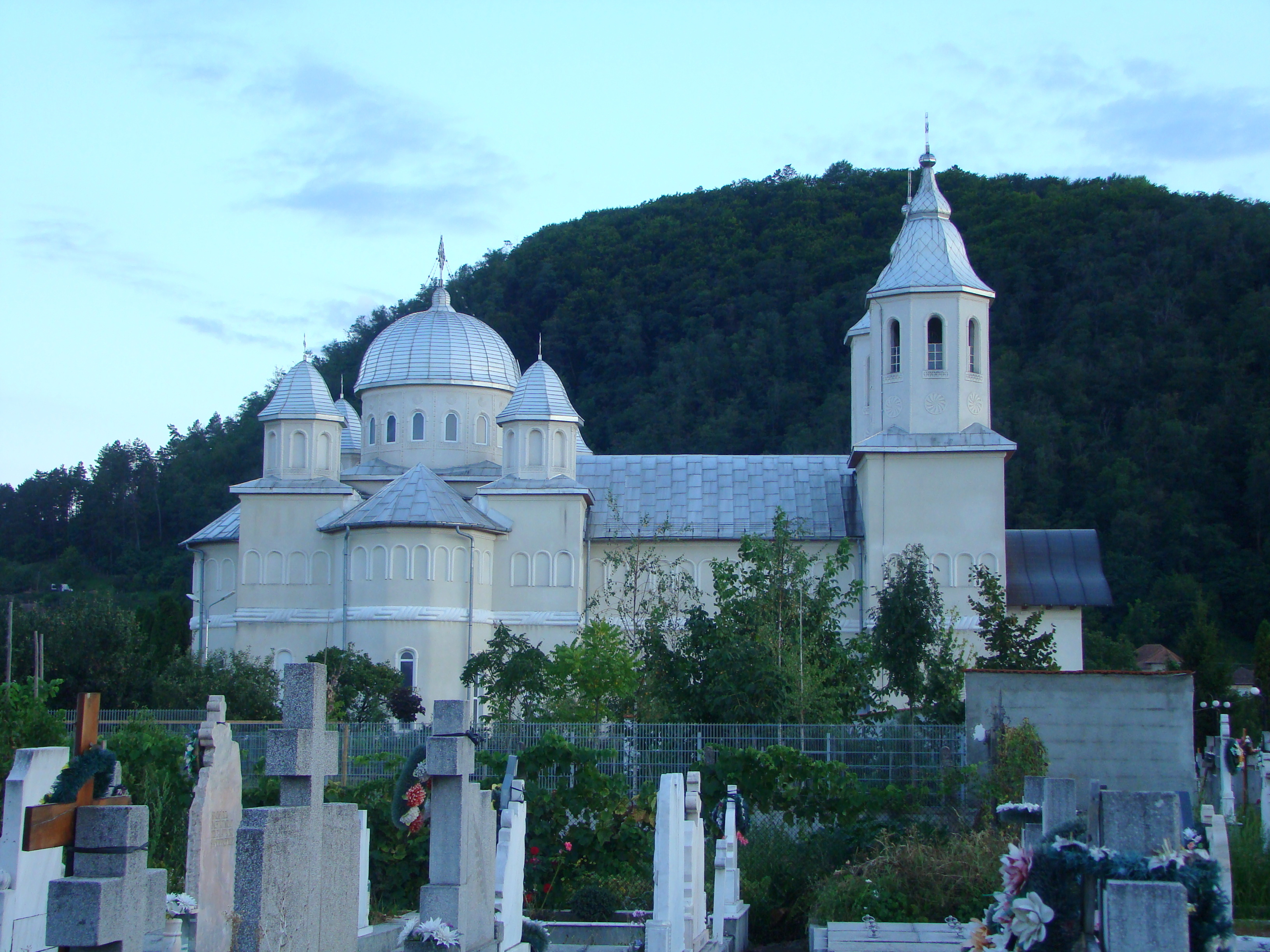
În imediata apropiere se află biserica cu hramul „Sfântul Mare Mucenic Gheorghe”

Biserica Sfânta Treime este un monument istoric aflat pe teritoriul orașului Cugir, județul Alba.

## Localitatea
Cugir, mai demult Cudgir (în maghiară Kudzsir, în germană Kudsir / Kudschir / Kuschir) este un oraș în județul Alba, Transilvania, România. Prima atestare documentară este din anul 1493.

## Biserica
Biserica „Sfânta Treime” din Cugir a fost construită între anii 1806-1809 de credincioșii greco-catolici din Cugir, sprijiniți în efortul lor de soldații din cadrul regimentului grăniceresc, prin implicarea susținută a protopopului Nicolae Sandali și a primarului Nicolae Munteanu, după cum menționează inscripția păstrată pe partea din spate a iconostasului: „Cu ajutorul Tatălui, a Fiului și a Sfântului Duh, s-a dedicat această biserică întru cinstirea Sfintei Troițe, în zilele înălțatului Împărat Francisc al II-lea cu blagoslovenia Excelenței sale Ioan Bob, vlădicul Făgărașului, sub comanda măriților domni ai Regimentului Orlat. Prin îndemnul și povățuirea spre ducerea în vigu a tot lucru la aceasta, de constitul dintre preoți Nicolae Sancioli, protopop în Cugir, întâiul fiind slujitorul acestui Sfânt Prestol. Din venitul de obște și cheltuiala a toată compania sub birăiea lui Nicolae Munteanu ostenitor, Ioan Zugrav ot Poiana 1809”.
În ceea ce privește valoarea artistică a lăcașului de cult se remarcă, în primul rând, picturile interioare semnate de Ioan Zugravu din Poiana, realizare în tehnica frescei, datând din anul 1809. Pictura altarului și a iconostasului a fost finalizată abia în anul 1827.
În privința planului arhitectural, biserica are forma unei nave dreptunghiulare, în partea de vest înălțându-se turnul clopotniță, iar în partea de răsărit altarul are o absidă semicirculară.

## Imagini din exterior

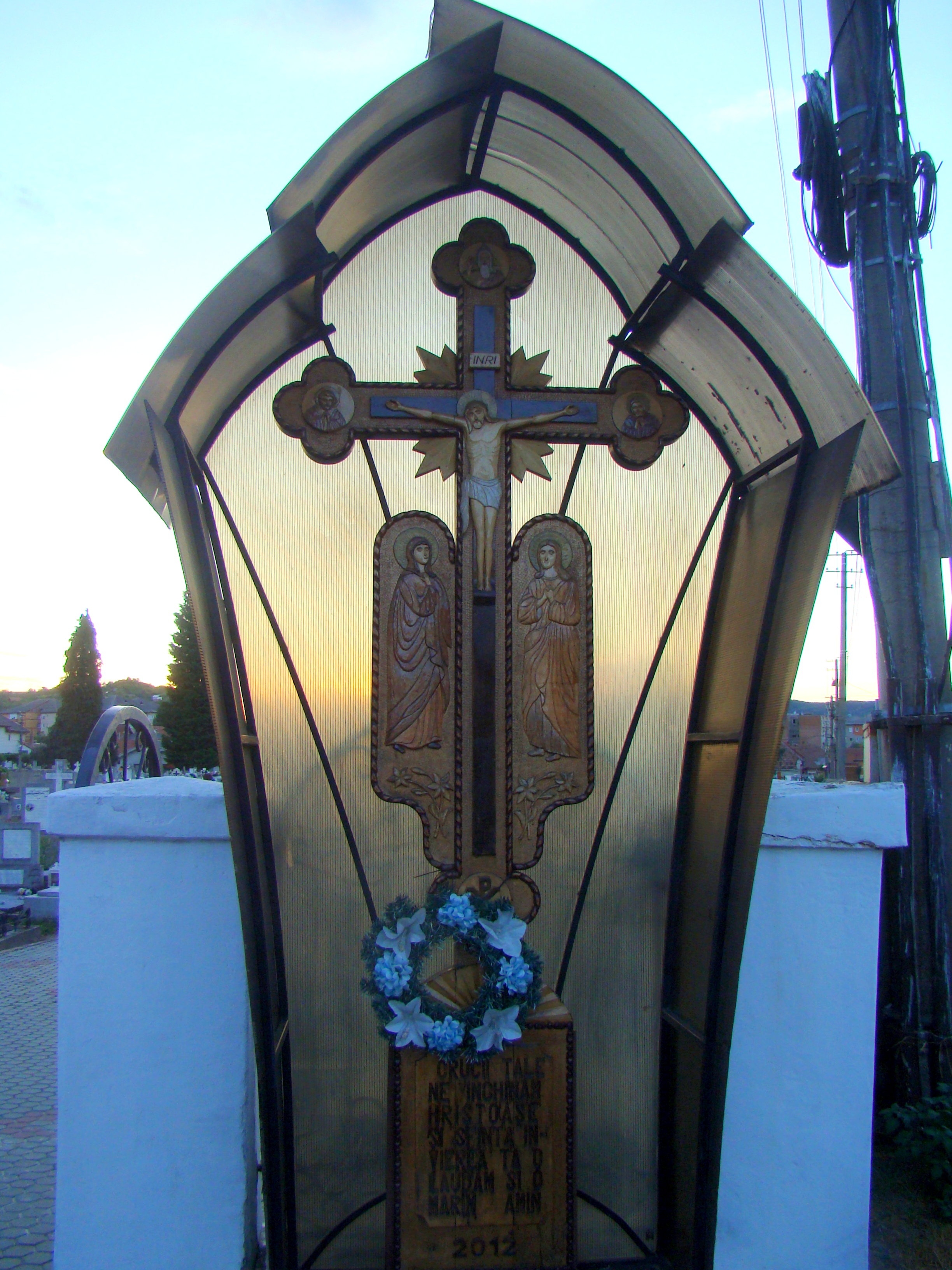
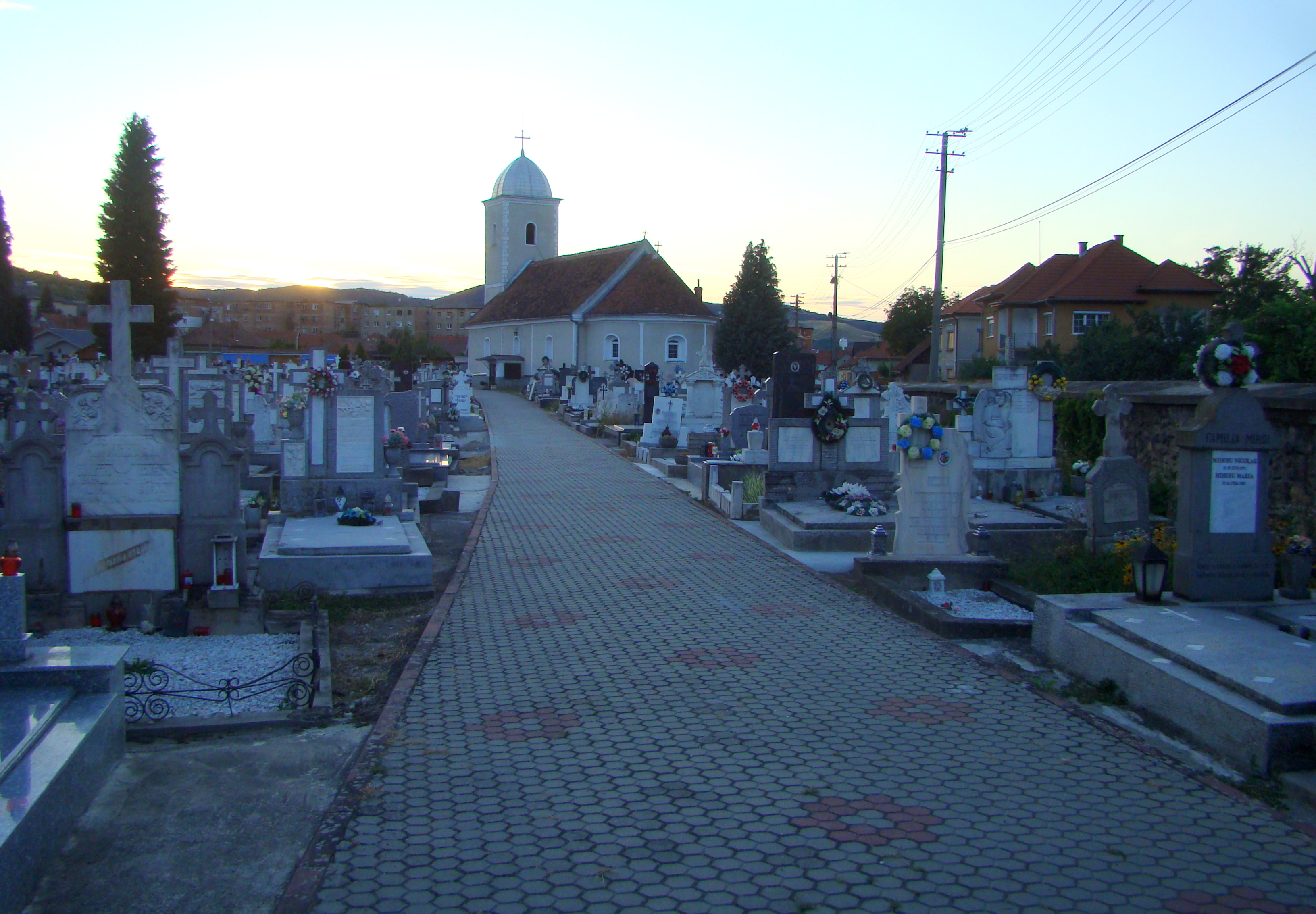
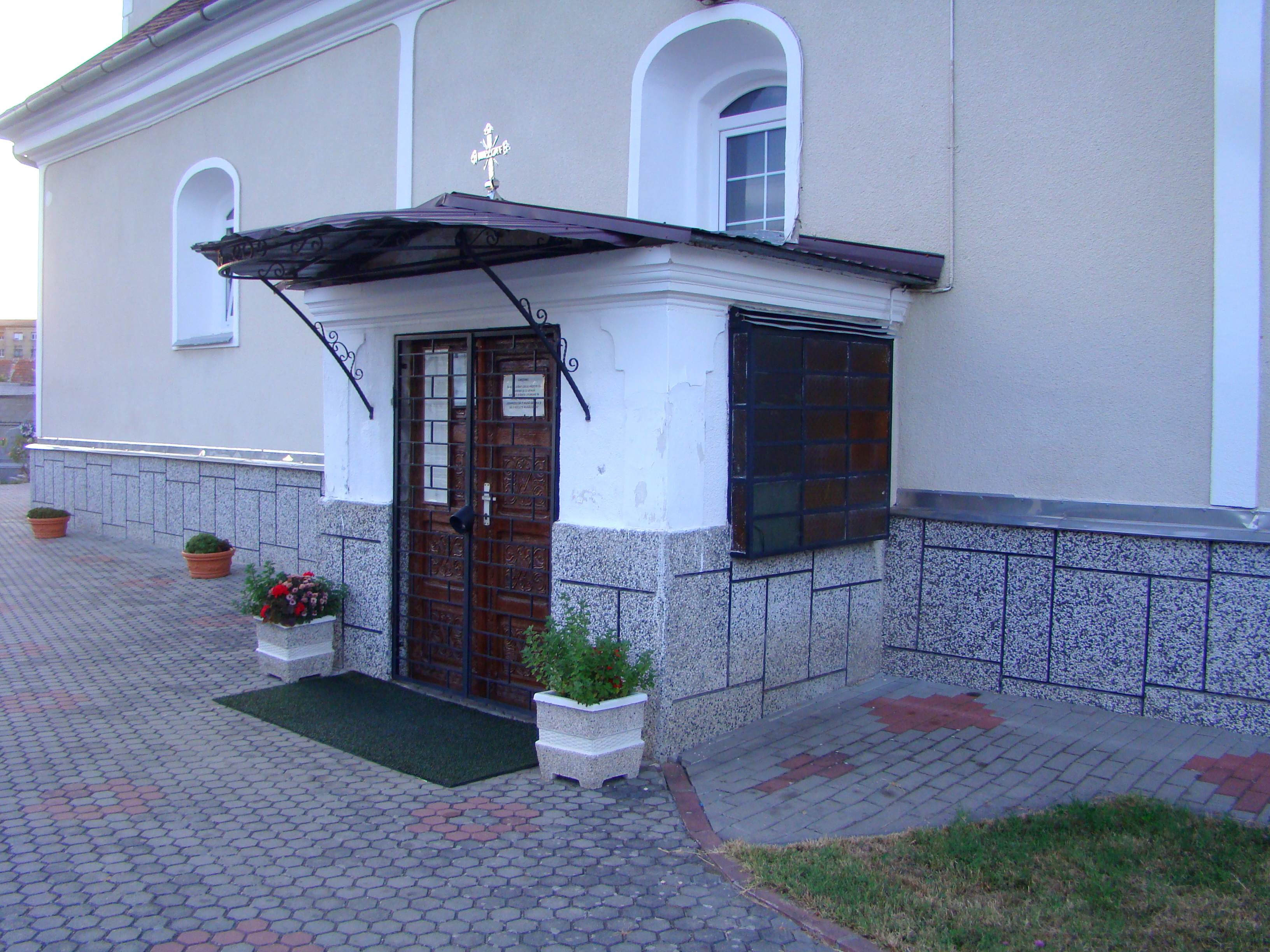
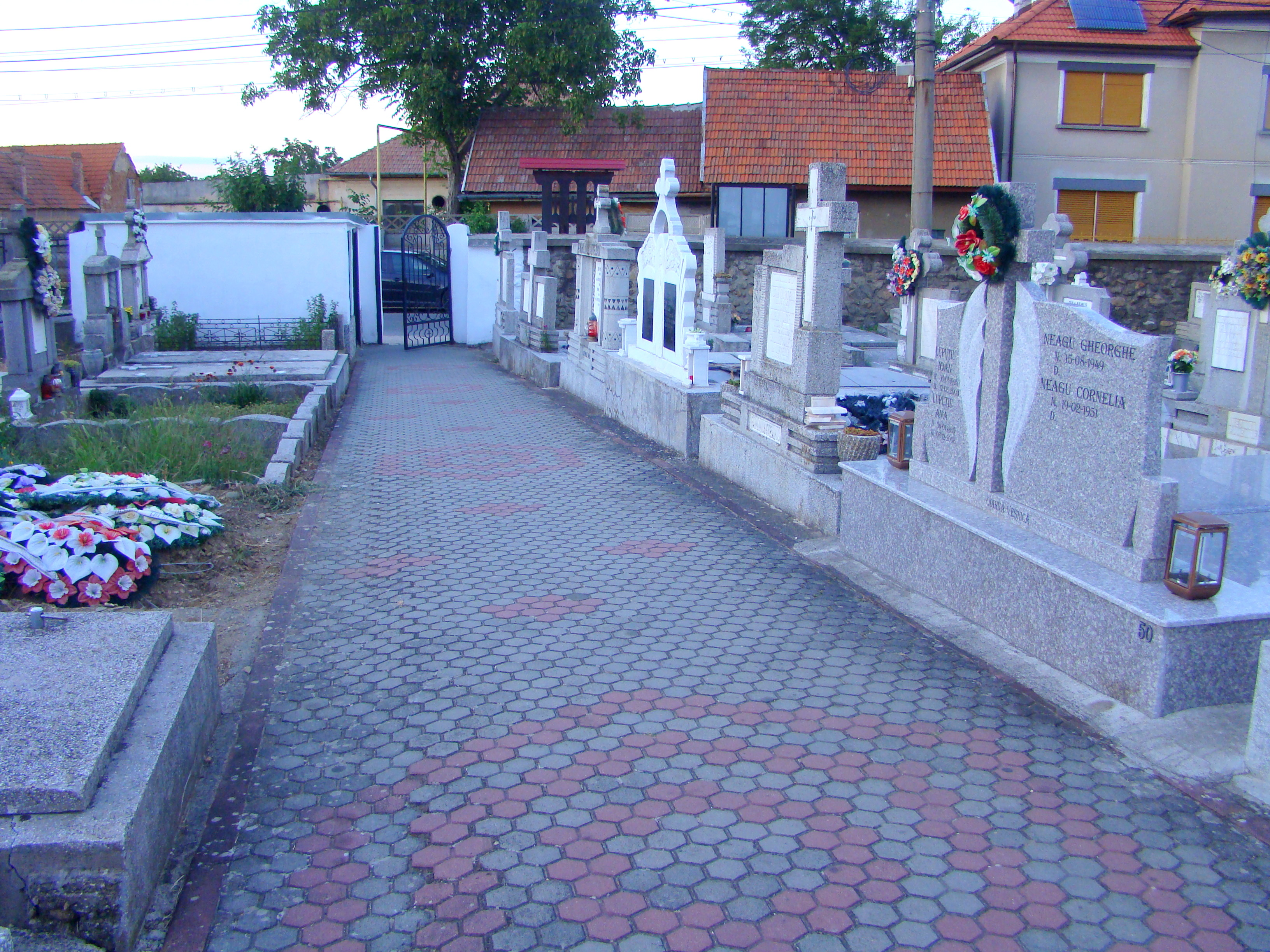
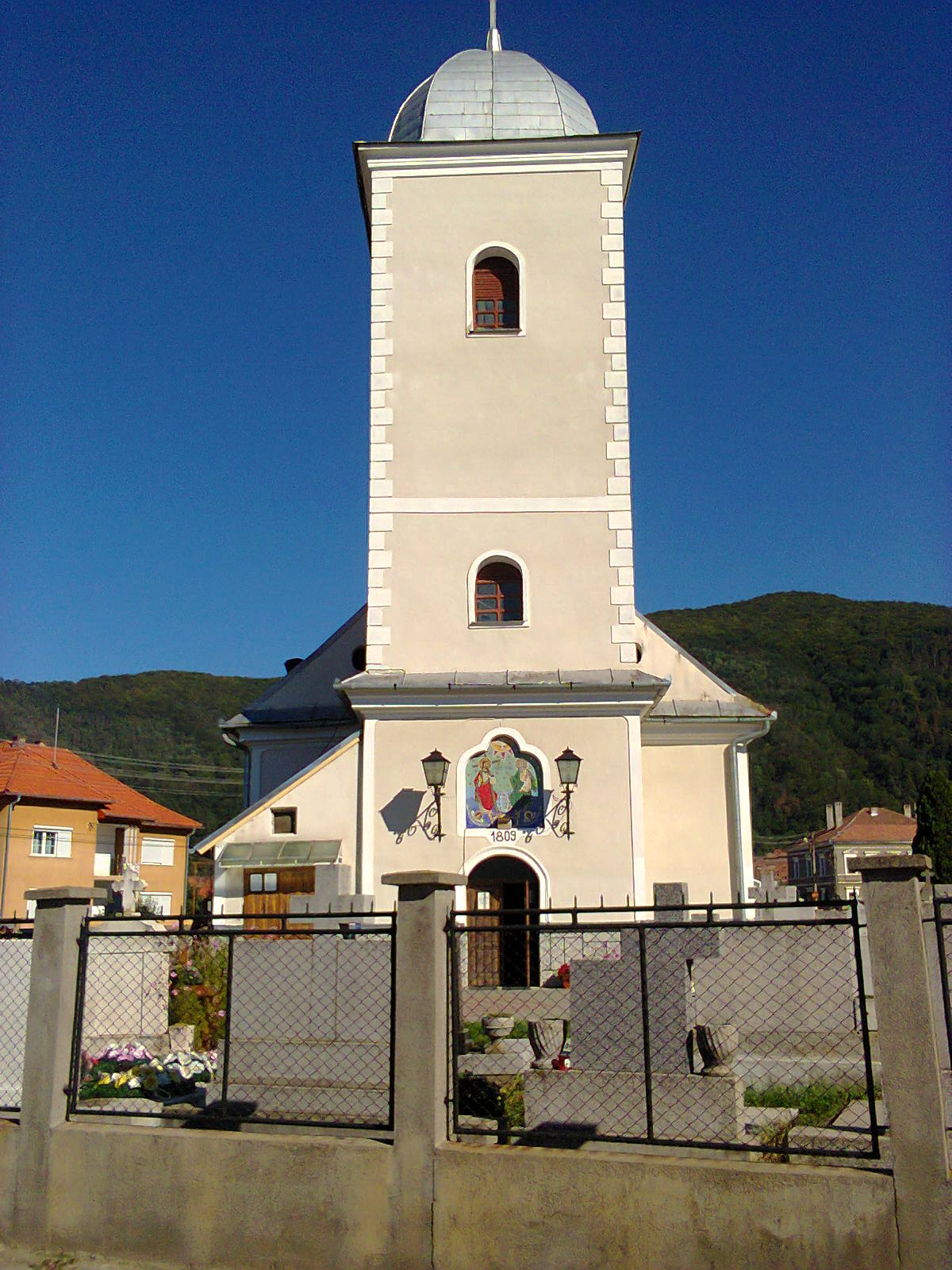
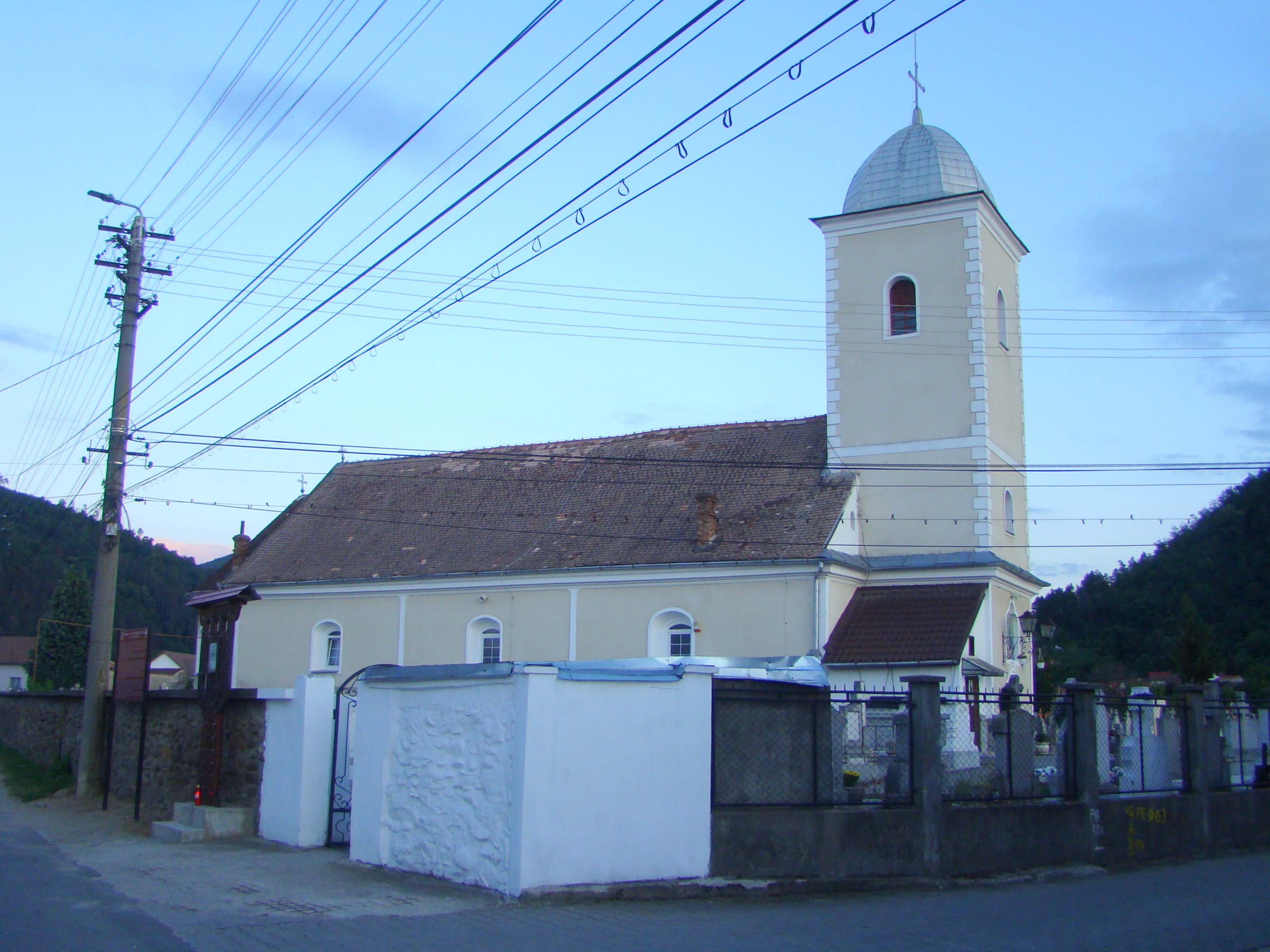
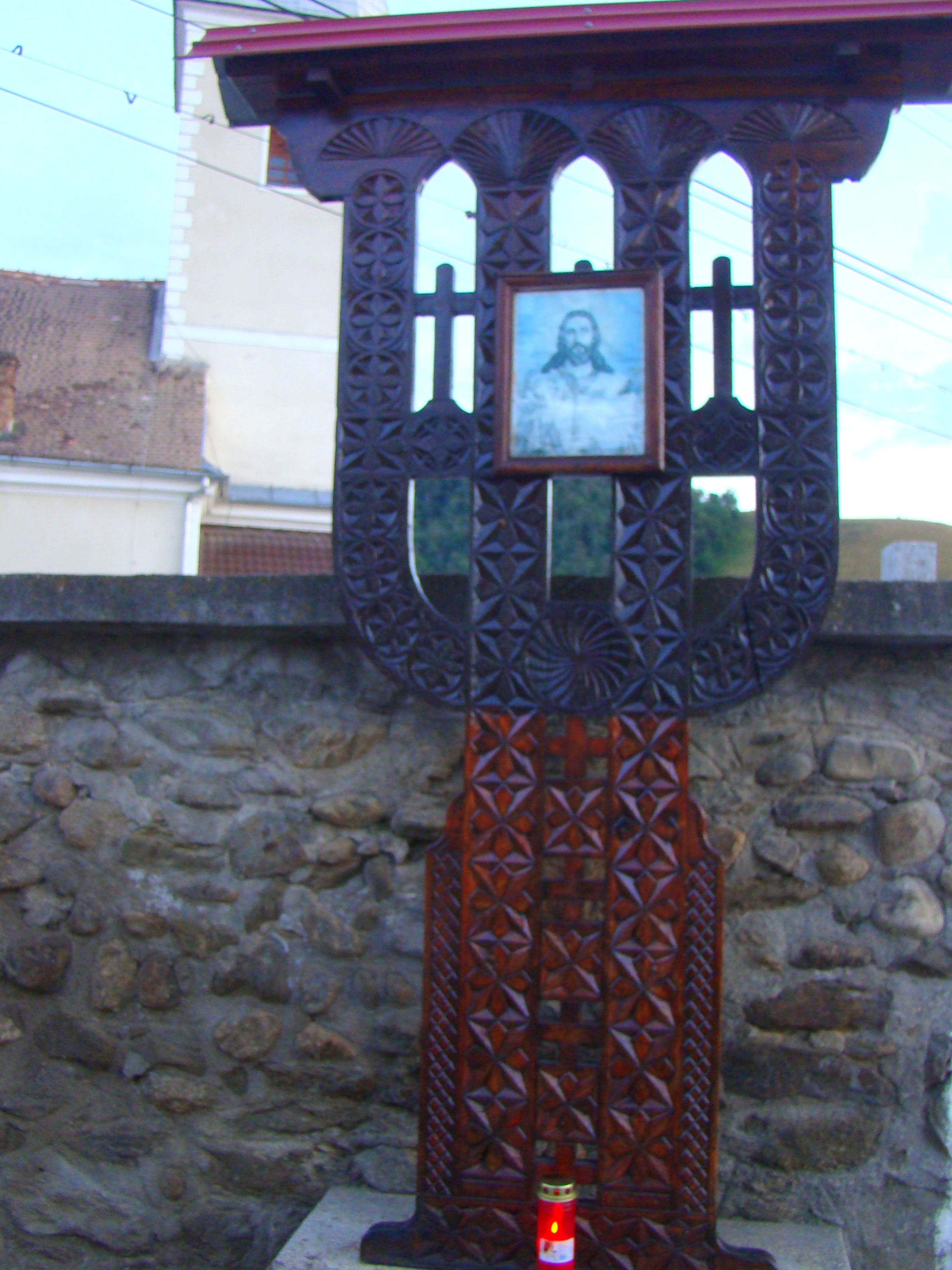
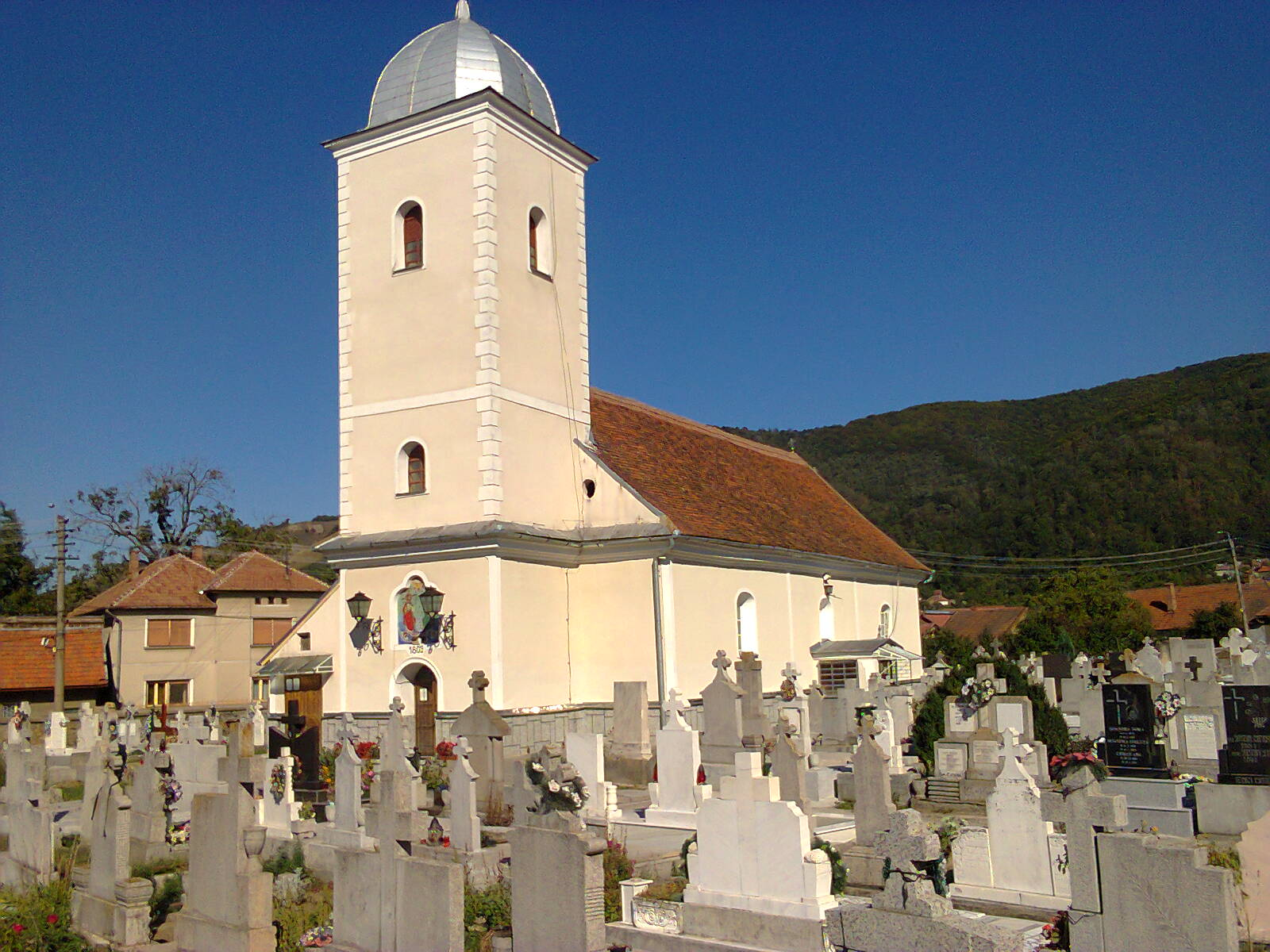
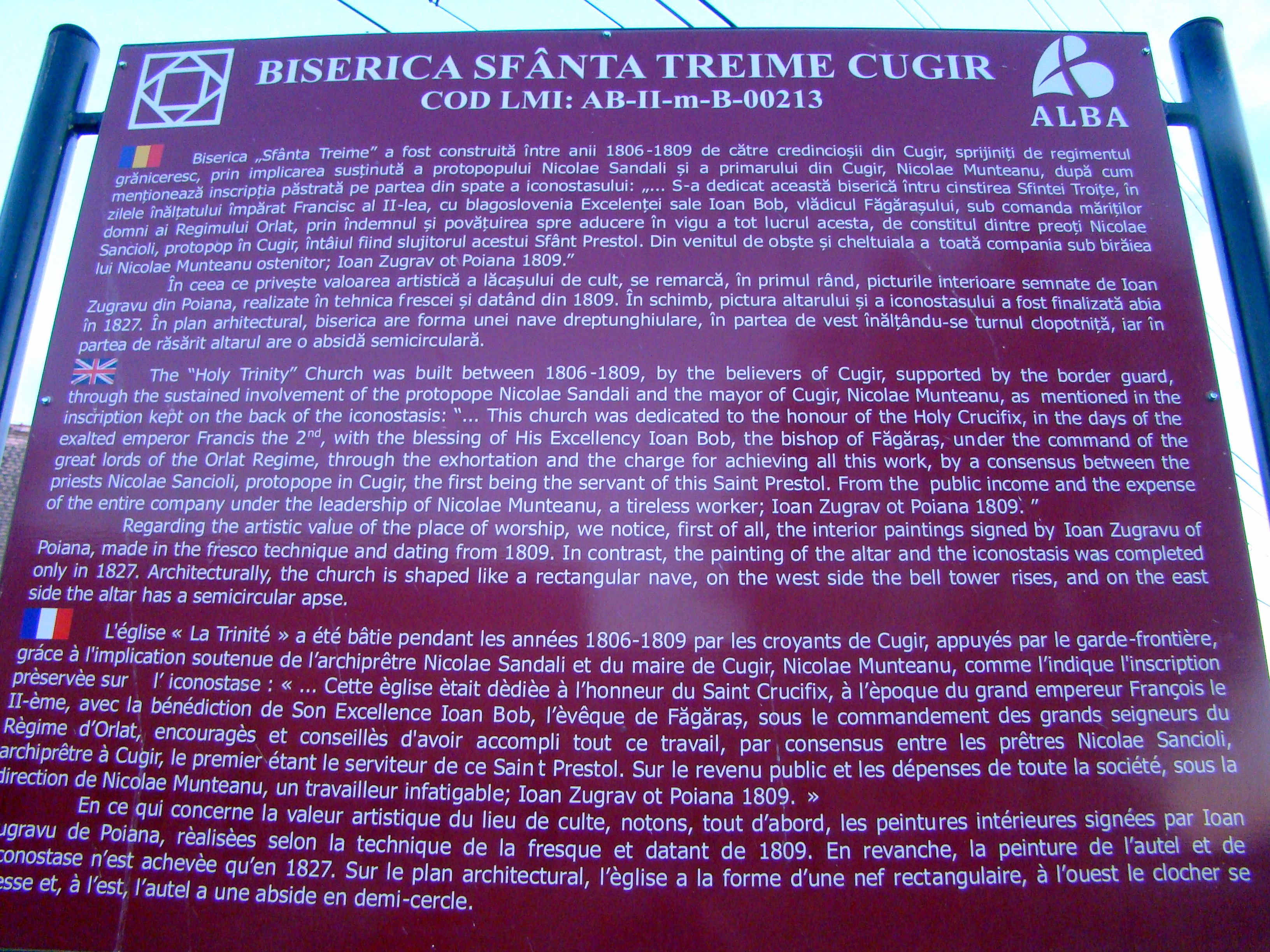
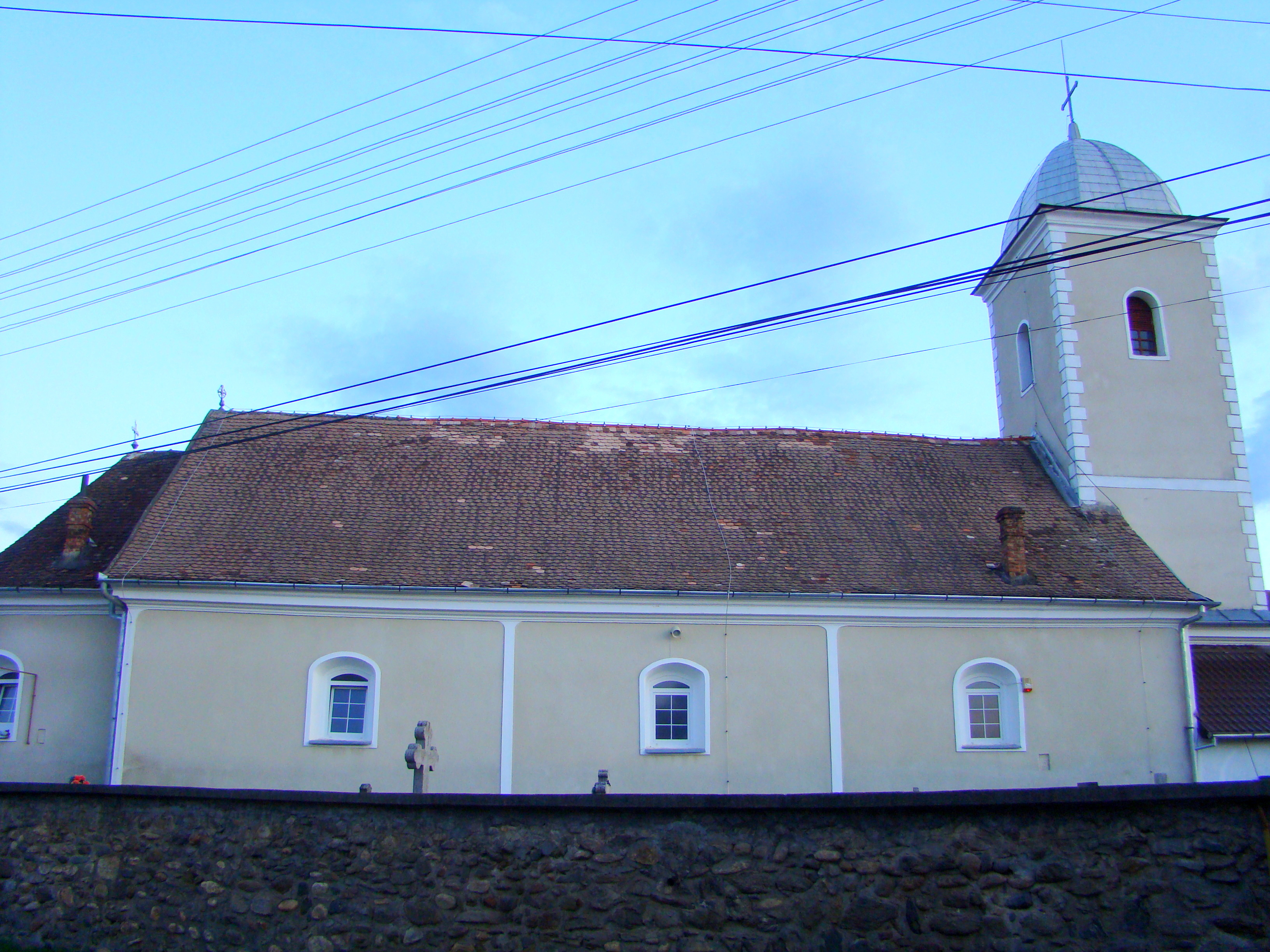
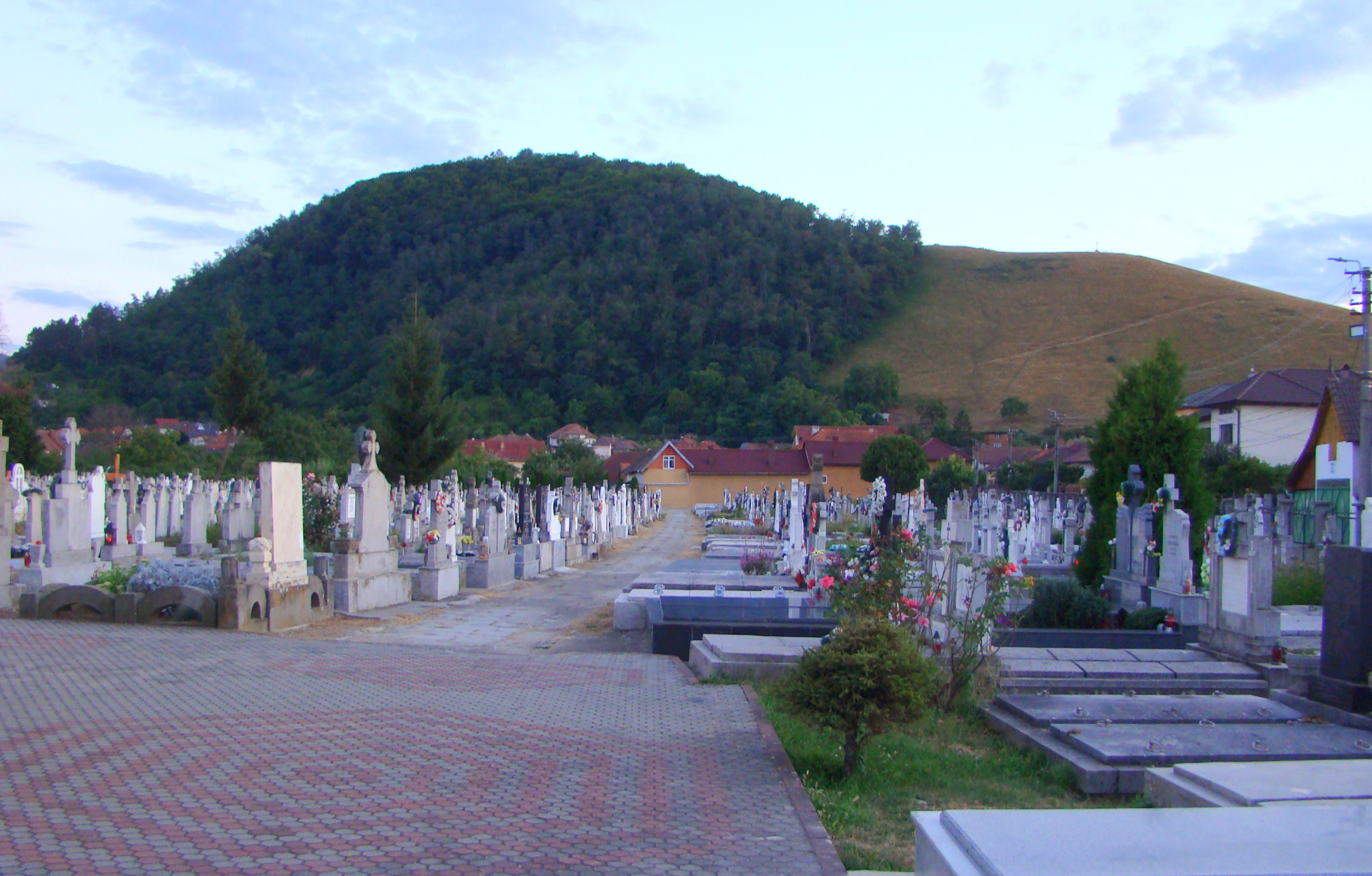
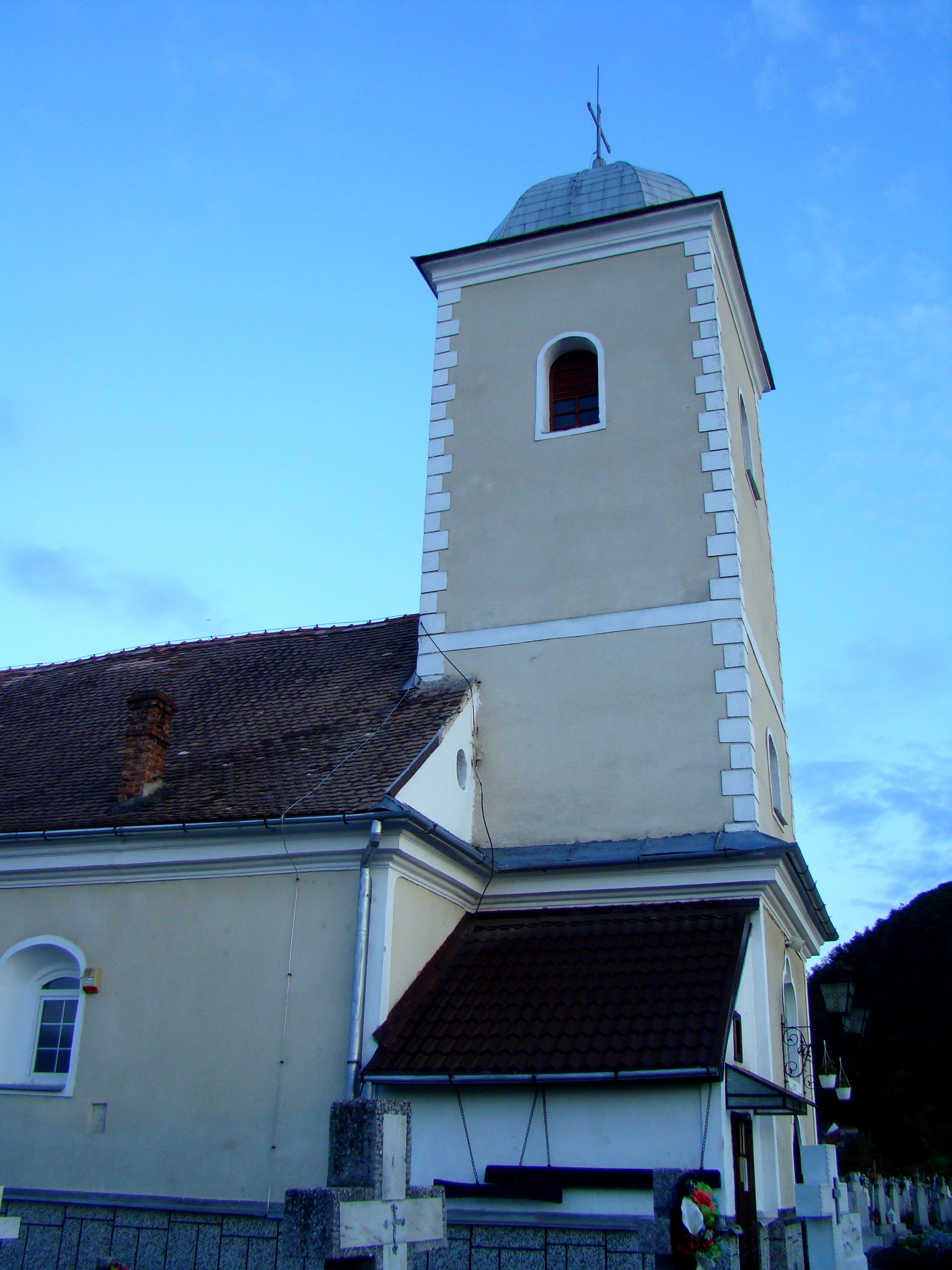
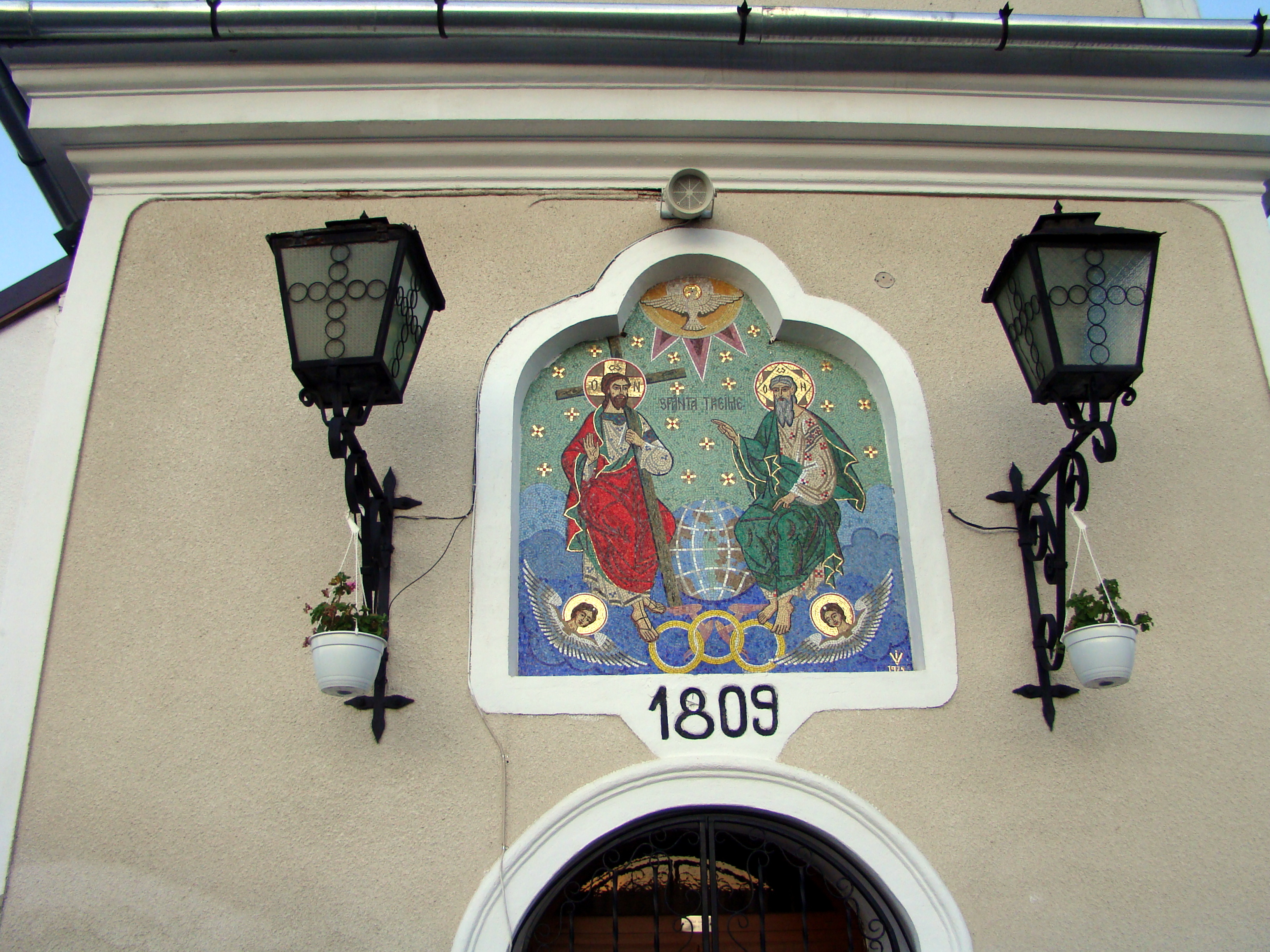
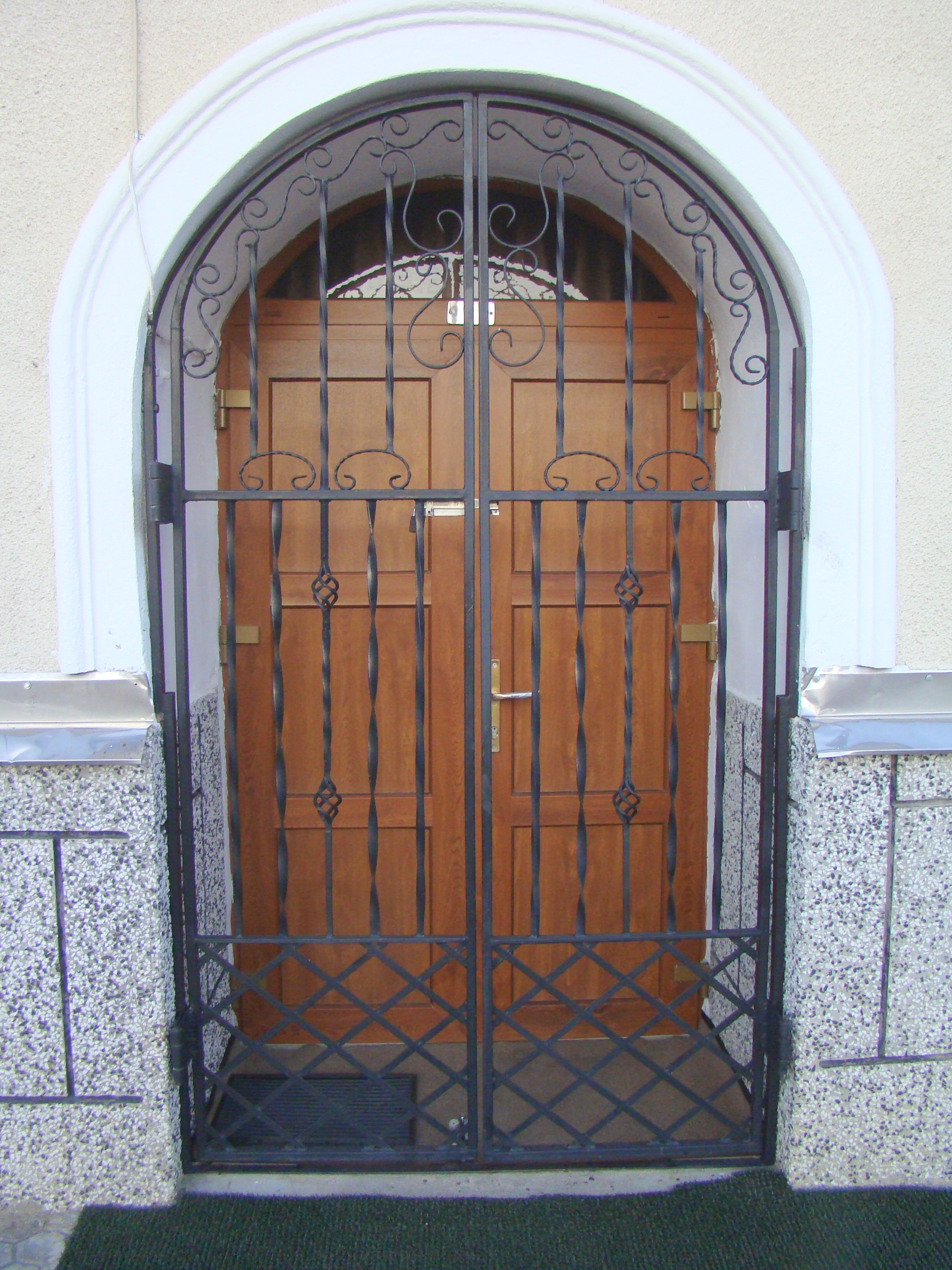
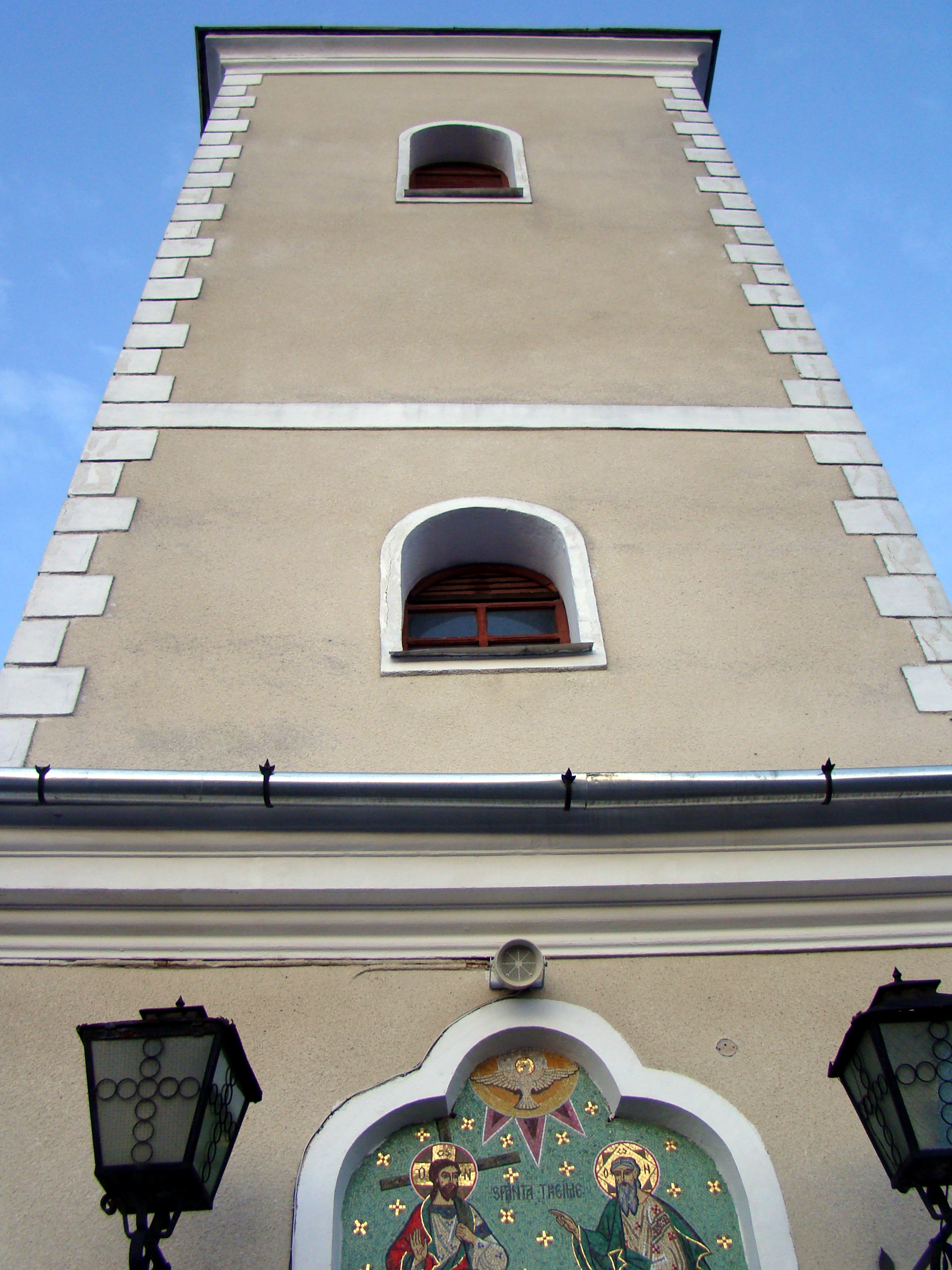
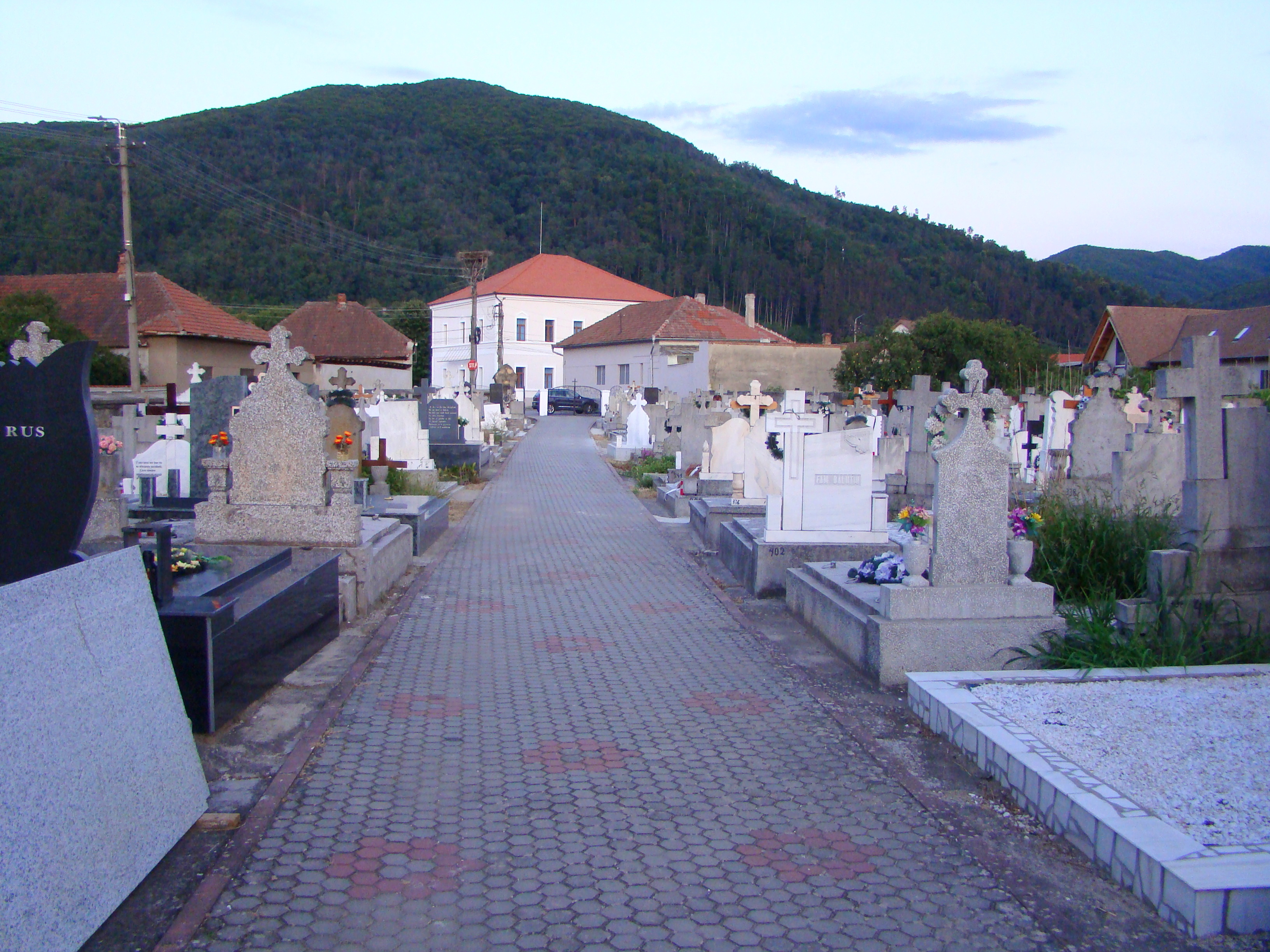
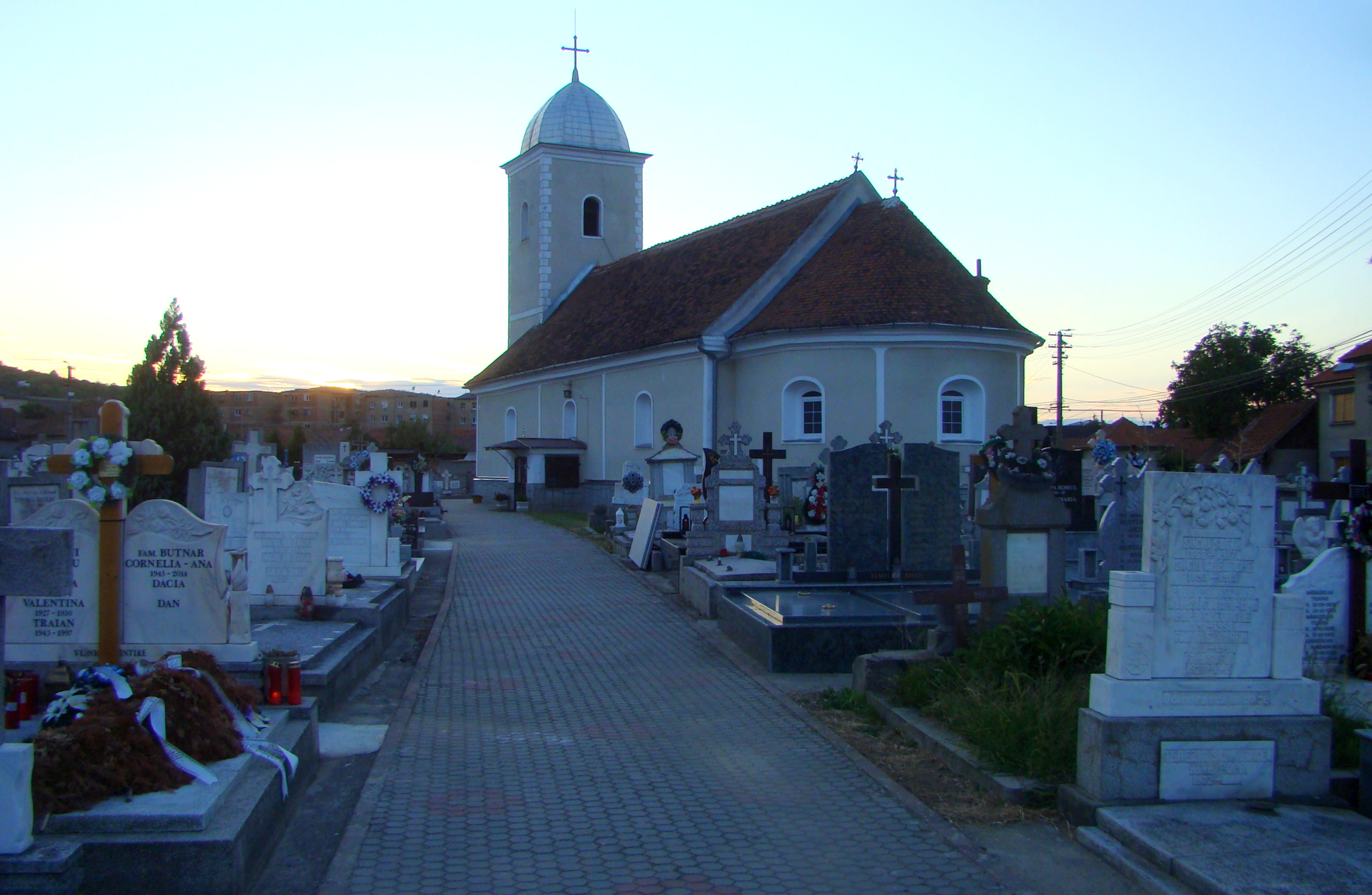
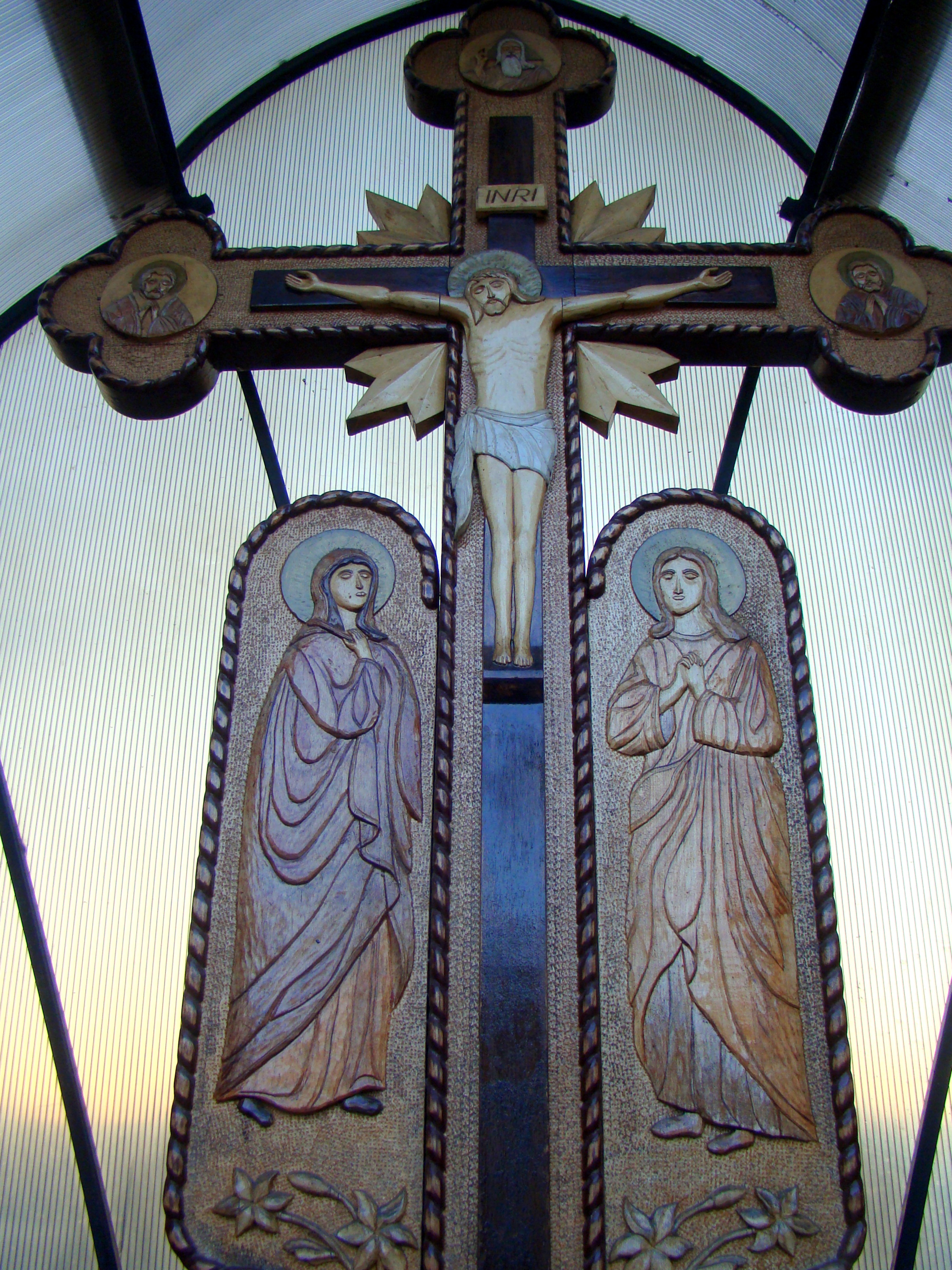
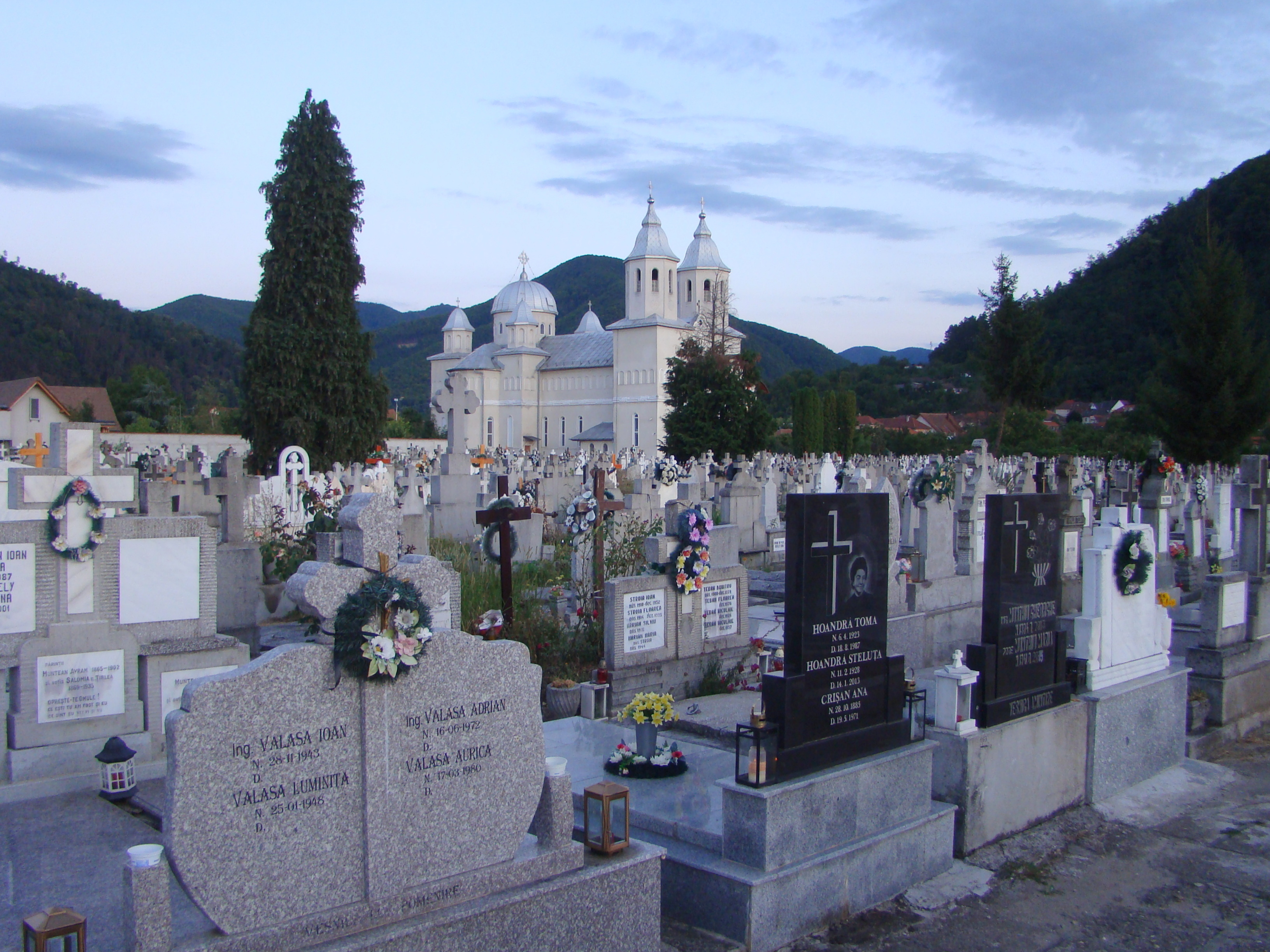